# Конти, Джованни (епископ Порто)
Джованни Конти — итальянский кардинал XI века. В 1044 году рукоположён в сан епископа Тосканеллы. Папский легат в Галлии. С 9 по 15 апреля 1049 года принимал участие в синоде, проходившем в Латеранском дворце. 22 апреля 1049 года стал кардиналом-епископом Порто.